# Hoogovenstoernooi 1957
Het Hoogovenstoernooi 1957 was een schaaktoernooi dat plaatsvond in het Nederlandse Beverwijk. Het toernooi werd gewonnen door Aleksandar Matanović.

## Eindstand
| Nr.    | Speler                    | Punten |
| ------ | ------------------------- | ------ |
| Goud   | Aleksandar Matanović      | 6½     |
| Zilver | Gideon Ståhlberg          | 6      |
| Brons  | J.H. Donner               | 5½     |
| 4      | Theo van Scheltinga       | 5      |
| 5      | Alberic O'Kelly de Galway | 4½     |
| 5      | Román Torán Albero        | 4½     |
| 5      | Haije Kramer              | 4½     |
| 8      | Herman Pilnik             | 4      |
| 9      | Eduard Spanjaard          | 2½     |
| 10     | John Bink                 | 2      |